# Frank Matychowiak
Frank Matychowiak (* 16. September 1953) ist ein ehemaliger deutscher Fußballspieler, der 1979/80 mit der BSG Chemie Leipzig in der DDR-Oberliga, der höchsten Liga im DDR-Fußball, spielte.

## Sportliche Laufbahn
Als Neunjähriger begann Frank Matychowiak 1962 seine Laufbahn als Fußballspieler bei der Betriebssportgemeinschaft (BSG) Energie Görlitz. In der Saison 1971/72 spielte er inzwischen bei der BSG Motor WAMA Görlitz, in der drittklassigen Bezirksliga Dresden erstmals im Männerbereich. Anschließend absolvierte er seinen Wehrdienst in der Nationalen Volksarmee. 1974 kehrte er zur BSG Motor WAMA zurück und stieg mit ihr 1977 in die zweitklassige DDR-Liga auf, wo Matychowiak von den 22 Ligaspielen elf Begegnungen bestritt. Nach nur einer Spielzeit mussten die Görlitzer wieder absteigen, und Matychowiak wechselte zur Saison 1978/79 zum DDR-Ligisten Chemie Leipzig. Dort wurde er in zehn Punktspielen als Verteidiger eingesetzt und bestritt alle acht Aufstiegsspiele, mit denen Chemie Leipzig den Aufstieg in die DDR-Oberliga schaffte. In der Oberligasaison 1979/80 gehörte Matychowiak mit 25 Einsätzen bei 26 ausgetragenen Punktspielen zur Stammelf der Leipziger, in der er weiterhin in der Abwehr spielte. Die BSG Chemie schaffte nicht den Klassenerhalt, und Matychowiak spielte weitere zwei Jahre in der DDR-Liga. Seinen Stammplatz konnte er behaupten, denn in den beiden Spielzeiten bestritt er 36 der 44 Ligaspiele. Zur Saison 1982/83 wechselte er zum Ligakonkurrenten TSG Chemie Markkleeberg, wo er bis zum Ende der Saison 1987/88 weiter in der DDR-Liga spielte. In den Spielzeiten 1985/86 und 1987/88, in denen jeweils 34 Punktspiele zu absolvieren waren, hatte er längere Auszeiten. Insgesamt kam Matychowiak im Markkleeberg auf 131 Punktspieleinsätze. Als er 1988 als fast 35-Jähriger seine Laufbahn im höherklassigen Fußball beendete, hatte er eine Bilanz von 25 Oberligaspielen (ein Tor) und 188 DDR-Liga-Spielen (acht Tore) vorzuweisen.